# Stefan Janković
Stefan Janković (serbe : Стефан Јанковић), né le 4 août 1993, à Belgrade, en République fédérale de Yougoslavie, est un joueur serbo-canadien, de basket-ball. Il évolue aux postes d'ailier fort et de pivot.